# Supernova (álbum de Lisa Lopes)
Supernova es el primer y único álbum de estudio de la rapera Lisa "Left Eye" Lopes. El álbum jamás tuvo un lanzamiento oficial en los Estados Unidos, pues el día 14 de agosto de 2001, salió por primera vez a la venta en el Reino Unido, poco después en el resto de Europa. Más tarde en noviembre se lanzó en Australia, en marzo de 2002 se lanzó en China y finalmente en enero de 2003. Después de su muerte fue lanzado en Japón

## Promoción
El primer sencillo, The Block Party, fue enviado a la radio en el verano de 2001, convirtiéndose en un top 20 hit dentro del Reino Unido. Sin embargo, no logró tener el éxito esperado en los Estados Unidos. El segundo sencillo habría sido Hot, como lo dejó en claro al final de su video musical. Sin embargo, cuando el lanzamiento del álbum fue cancelado en los Estados Unidos, se cancelaron todos los nuevos sencillos. 
El álbum tenía previsto ser lanzado en los Estados Unidos el día 16 de agosto de 2001, día de la muerte de su padre (en el cual le dedica una canción A New Star Is Born) y cumpleaños de Lisa, pero la fecha fue retrasada muchas veces por Arista Records hasta su cancelación definitiva. Aunque este fue cancelado por Arista dentro de los Estados Unidos, Lopes intentó vender el álbum en su sitio web "Eyenetics", pero tampoco tuvo éxito. 
Dado que el álbum no fue lanzado en Estados Unidos, Lopes ya había comenzado a trabajar en nuevo material antes de su muerte en 2002. El álbum sería llamado N.I.N.A. pero este fue nuevamente cancelado por Arista después de su muerte.

## Relanzamiento
El 27 de enero de 2009 se lanza una reedición del álbum en forma "Remix" por un sello independiente titulado "Eye Legacy", en el cual raperas como Missy Elliott y Lil Mama, incluso su propio grupo TLC colaboran dándole un nuevo aire a las canciones grabadas por Lisa Lopes en 2000-2001. Además de incluir temas inéditos, provenientes seguramente de lo que serían su segundo álbum.

## Lista de canciones
| N.º | Título                                    | Escritor(es)                                                                                       | Productor(s)      | Duración |  |
| 1.  | «Life Is Like a Park (Feat. Carl Thomas)» | T. Horton, M. Pitts, T. Dudley                                                                     | Terence Dudley    | 4:03     |  |
| 2.  | «Hot!»                                    | L. Lopes, T. Horton, D. Stinson, R. Grant                                                          | Rockwilder        | 4:12     |  |
| 3.  | «The Block Party»                         | L. Lopes, T. Horton, S. Remi, M. White                                                             | Salaam Remi       | 4:04     |  |
| 4.  | «Let Me Live»                             | L. Lopes, I. Willis, M. Pitts, S. Remi, M. Patasar                                                 | Salaam Remi       | 3:53     |  |
| 5.  | «Jenni (Feat. Jazze Pha)»                 | L. Lopes, K. Thomas, P. Alexander, M. Pitts, R. Thomas                                             | Rick Rock         | 6:07     |  |
| 6.  | «I Believe in Me»                         | T. Horton, T. Dudley                                                                               | Terence Dudley    | 4:17     |  |
| 7.  | «Rags ro Richies (Feat. Andre Rison)»     | L. Lopes, A. Rison                                                                                 | Bad Moon          | 4:32     |  |
| 8.  | «True Confessions (Feat. Angels Hunts)»   | L. Lopes, K. Thomas, A. Hunte, S. Remi                                                             | Salaam Remi       | 3:53     |  |
| 9.  | «Unthouchable»                            | L. Lopes, T. Horton, T. Shakur                                                                     | 2 Pac, Lisa Lopes | 5:34     |  |
| 10. | «Head to the Sky (Feat. Blaque)»          | L. Lopes, I. Willis, N. Reed, A. Rison, A. Colón, M. White                                         | Armando Colón     | 4:14     |  |
| 11. | «The Universal Quest (Feat. Esthero)»     | L. Lopes, J. Englishman, I. Giles, K. Clark                                                        | Twin Dragons      | 5:51     |  |
| 12. | «A New Star is Born (Feat. Tangi Forman)» | L. Lopes, T. Forman, K. Heilbron, A. Vowles, R. del Naja, G. Marshall, T. Thorn, B. Watt, J. Brown | Karl Heilbron     | 4:39     |  |
| 13. | «Breathe (Pista escondida)»               | No se mencionan créditos                                                                           |                   | 4:25     |  |